# Ludmila Pagliero
Scènes principales
Opéra national de Paris
Ludmila Pagliero, née le 15 octobre 1983 à Buenos Aires en Argentine, est une danseuse étoile du ballet de l'Opéra national de Paris.

## Les débuts
Née à Buenos Aires, Ludmila Pagliero est issue d'une famille d'origine italienne, espagnole, tchèque.
Elle a grandi dans le quartier de Palermo, à Buenos Aires, où son père était électricien et sa mère masseuse. 
C'est parce que Ludmila ressentait une « envie de bouger », comme elle le déclara à sa mère à l'âge de 7 ans, que cette dernière l'inscrivit à un cours de danse classique.
Cette première expérience la déçoit. Ludmila décrit notamment une professeur qui utilisait un « bâton pour nos jambes » et l'absence de piano. Sa mère a alors l'idée de l'inscrire à un cours de jazz et là, « c'est le bonheur ».
La professeur lui trouve des prédispositions, de l'aisance et de la rapidité. Elle encourage Ludmila à retourner vers la danse classique pour y apprendre les bases et parce que c'est un bon complément pour la danse contemporaine. 
C'est lors de cette seconde expérience de danse classique que Ludmila va « tomber amoureuse de cet art »,.
Cette nouvelle professeur suggère alors à ses parents de lui faire passer les auditions pour intégrer l'Instituto Superior de Arte du Teatro Colón de Buenos Aires. Sa famille n'a aucune expérience de la danse, mais accepte tout de même de retirer le dossier et de la laisser s'engager dans cette voie. 
Ludmila n'a que six mois d'expérience en danse classique et dispose de seulement trois mois pour se préparer et apprendre le vocabulaire. Malgré son retard par rapport aux autres candidates qui ont pour la plupart deux ou trois ans de pratique, Ludmila relève le défi : elle intègre l'Instituto dès sa première tentative en 1993 à l'âge de 10 ans,.

## De Buenos Aires à Santiago
À l'Instituto Superior de Arte du Teatro Colón, Ludmila Pagliero recevra l'enseignement de professeurs de renom : Rina Valverde, Mario Gallizzi, Andrea Bengochea, Héctor Barriles, Mirta Furioso et Olga Ferri. 
« Tous mes rêves de danseuse sont nés au Teatro Colón », dit Ludmila de cette époque. 
Pourtant, cela faisait déjà plusieurs années que le ballet du Teatro Colón n'offrait aucune place pour intégrer la prestigieuse compagnie.
En 1999, Ricardo Bustamante, le directeur artistique du ballet du Teatro Colón et actuel maître de ballet et assistant de la direction artistique du San Francisco Ballet, quitta ce dernier pour prendre la direction du ballet du Teatro Municipal de Santiago au Chili. 
Ludmila Pagliero avait assuré quelques remplacements au sein du corps de ballet du Teatro Colón au cours desquels Ricardo Bustamante avait eu l'occasion de la repérer. Il lui propose alors un contrat d'un an dans le corps du ballet de Santiago. Impatiente de monter sur scène, elle accepte immédiatement son offre. Elle a alors 16 ans.  
Ludmila Pagliero quitte l'Argentine et sa famille, ce qu'elle qualifie aujourd'hui de décision la « plus difficile », et s'installe à Santiago. Au prix d'un travail quotidien acharné, de 9 heures du matin à 10 heures du soir, elle y sera promue soliste deux ans plus tard, à l'âge de 17 ans, et dansera les rôles principaux notamment la princesse Aurore dans La Belle au bois dormant de Peter Wright et le premier rôle dans Thème et Variations de George Balanchine.

## New York International Ballet Competition
Début 2003, Ricardo Bustamante quitte le Teatro Municipal de Santiago et le ballet reste sans directeur artistique. Un ami français lui parle alors de la New York International Ballet Competition.
Ludmila Pagliero décide d'y tenter sa chance. La préparation dure un mois à New York, réuni avec l'ensemble des candidats, pour présenter un solo libre et trois pas de deux.
À l'issue du mois de préparation, au cours duquel elle se souvient s'être beaucoup amusée, Ludmila Pagliero remporte la médaille d'argent de la New York International Ballet Competition, ainsi que le Prix Igor Youskevitch qui lui donne droit à un contrat d'un an avec l'American Ballet Theatre.

## Concours du ballet de l'Opéra national de Paris
Le même ami lui parle alors du concours du ballet de l'Opéra national de Paris. 
Elle décide de le passer, sans illusion, pour mettre « les pieds au moins une fois dans ma vie à l'Opéra », « berceau historique de la danse classique ». Le concours exigeait la présentation d'une variation imposée du Lac des cygnes (Rudolf Noureev). 
De retour en Argentine, quelques semaines plus tard, alors qu'elle s'apprêtait à quitter son domicile pour effectuer les formalités d'obtention du visa de travail à l'ambassade américaine de Buenos Aires en vue de rejoindre l'American Ballet Theater, le téléphone sonne. L'Opéra national de Paris lui propose alors un contrat de trois mois au sein du corps de ballet pour le spectacle Ivan le Terrible (Iouri Grigorovitch), à l’Opéra Bastille, offre à prendre ou à laisser,.

## Les débuts à Paris
Ludmila décide immédiatement de rejoindre la France, sans hésiter à se retrouver au niveau du corps de ballet, alors qu'elle dansait déjà des rôles d'étoile au Chili et quand bien même elle ne parlait pas la langue française.
Ludmila Pagliero prendra finalement sa retraite en 2026.

## Ascension dans le ballet de l'Opéra national de Paris
En juin 2005, elle passe avec succès le concours et elle est alors titularisée comme quadrille (premier échelon) du corps du Ballet de l'Opéra national de Paris.
Ludmila Pagliero gravit en novembre 2006, le deuxième échelon de la compagnie en passant coryphée. À partir de ce moment-là, elle évolue rapidement et devient sujet (troisième échelon) l'année suivante (après avoir présenté des variations extraites de Raymonda et du Lac des cygnes). Ce nouveau titre de sujet lui permettra d'accéder de nouveau, quatre ans après avoir quitté le Chili, aux rôles de premier plan, notamment le rôle-titre de Garance dans Les Enfants du paradis de José Martinez.
Elle est reçue comme première danseuse en novembre 2009 grâce à des solos tirés d'Other Dances (Jerome Robbins) et de Carmen (Roland Petit). Elle avait travaillé à cette occasion avec Aurélie Dupont, Muriel Zusperreguy et Florence Clerc. Elle se verra remettre le prix Konex de la Fundación Konex la même année.
Le grade de première danseuse lui permet dès lors de danser des rôles titres de manière régulière : elle incarne ainsi le personnage de Clara dans Casse-noisette (Rudolf Noureev), dès le mois de décembre 2009 puis celui de Gamzatti dans La Bayadère (Rudolf Noureev) au mois de mai 2010 et celui de l'Étoile dans La Petite Danseuse de Degas de Patrice Bart au mois de juin 2010.
Lors de la saison suivante (2010-2011), elle interprète encore notamment les rôles principaux dans Paquita (Pierre Lacotte) et Le Lac des cygnes (Rudolf Noureev). En septembre 2011, Jean-Guillaume Bart la choisit pour sa nouvelle production La Source.

## Danseuse étoile
Le 22 mars 2012, l'Opéra national de Paris se trouva confronté à un sérieux problème. Dorothée Gilbert qui était prévue dans le rôle de Gamzatti dans La Bayadère (Rudolf Noureev) à l'Opéra Bastille annonça qu'elle était blessée et toutes celles qui auraient dû normalement la remplacer étaient également indisposées ou blessées. De surcroît, le spectacle devait être diffusé en direct dans de nombreux cinémas européens.
Ludmila Pagliero avait déjà interprété le rôle deux ans auparavant. Mais elle ne l'avait pas répété depuis. Elle était en outre à ce moment déjà distribuée dans deux autres productions, Appartement (Mats Ek) et Dances at a Gathering (Jerome Robbins) à l'Opéra Garnier. Laurent Hilaire (ancien danseur étoile et à l'époque maître de ballet de la compagnie) vint trouver Ludmila pour lui demander si elle se sentait en mesure d'assurer le remplacement le soir même. Après une rapide répétition avec Josua Hoffalt (Solor) et Aurélie Dupont (Nikiya), Ludmila accepta de relever le défi.
À la fin de la représentation, avant le baisser de rideaux, Brigitte Lefèvre, à l'époque directrice du ballet, entra sur scène et annonça qu'elle avait l'honneur de nommer Ludmila Pagliero étoile en raison « de son talent et de son courage artistique ».
Ludmila Pagliero est la première danseuse non-européenne à recevoir le titre d'étoile,, ; c'est également l'une des rares danseuses à avoir été admise au Ballet de l'Opéra national de Paris sans avoir été formée dans son école de danse.
Le 17 avril 2025, elle fait ses adieux sur la scène de l'Opéra Garnier, à l'issue de la représentation du ballet Appartement de Mats Ek.

## Sur scène
Ludmila Pagliero poursuit sa carrière de danseuse étoile à l'Opéra national de Paris où elle est appelée à jouer de nombreux rôles titres sur des pièces tant classiques : Carmen (Roland Petit), Kitri dans Don Quichotte (Rudolf Noureev), Tatiana dans Onéguine (John Cranko), Le Palais de Cristal (George Balanchine), Agon (George Balanchine), Dances at a Gathering (Jerome Robbins), etc. ; que contemporaines : Appartement  et La Maison de Bernarda Alba (Mats Ek), Rain (Anne Teresa De Keersmaeker), Hark! (Emanuel Gat), etc.
Elle est régulièrement invitée pour des tournées et des galas internationaux, notamment au Théâtre Bolchoï (Moscou), celui du Mariinsky (Saint-Pétersbourg), à l'Abay National Theatre and Opera House (Almaty) ou encore à l'Opéra et Ballet national de Lituanie.

## Décoration
- Commandeur de l'ordre des Arts et des Lettres (2025)[18]

## Répertoire
| EXPÉRIENCES PROFESSIONNELLES | |
| CLASSIQUE, NEO CLASSIQUE | |
| - Agon - Pas de deux George Balanchine - Apollon Musagète - Polymnie George Balanchine - Ballet Imperial George Balanchine - Blake Works I - Soliste femme William Forsythe - Carmen - Carmen Roland Petit - Casse-Noisette - Clara, Danse Arabe, La Pastorale Rudolf Noureev d’après Marius Petipa et Lev Ivanov - Célébration - Couple soliste Pierre Lacotte - Cendrillon - Cendrillon, les deux sœurs, soliste Printemps/Automne Rudolf Noureev - Dances at a Gathering - Pink lady Jerome Robbins - Don Quichotte - Kitri Rudolf Noureev d’après Marius Petipa - Giselle - Giselle, Pas de deux de vendangeurs Patrice Bart - Eugène Polyakov - Glass Pieces - Pas de deux Jerome Robbins - In the Night - 1er Pas de deux/2eme Pas de deux Jerome Robbins - Joyaux - Soliste Diamants George Balanchine - La Bayadère - Gamzatti, Nikya Rudolf Noureev d’après Marius Petipa - La Belle au bois dormant - Aurore Rudolf Noureev d’après Marius Petipa - La Dame aux camélias - Prudence / Manon John Neumeier - La Mort du Cygne Michel Fokine - La Petite danseuse de Degas - L’Etoile Patrice Bart - La Source - Naila Jean Guillaume Bart - Le Loup - la Jeune Fille Roland Petit | - Le Palais de Cristal - Soliste 1er mouvement / 2ème mouvement / 3ème mouvement George Balanchine - Le Rouge et le Noir - Madame de Rênal Pierre Lacotte - Les Enfants du paradis - Garance José Martinez - Les Variations de Goldberg - 3ème couple Jerome Robbins - Mayerling - Marie Vetsera Kenneth MacMillan - Notre-Dame de Paris - Esmeralda Roland Petit - Onéguine -Tatiana John Cranko - Other Dances Jerome Robbins - Paquita - Paquita / Pas de trois Pierre Lacotte d’après Joseph Mazilier et Marius Petipa - Proust ou les Intermittences du coeur - Pas de deux en Blanc Roland Petit - Rhapsody - Pas de deux Frederick Ashton - La Sylphide - La Sylphide Pierre Lacotte - L’Histoire de Manon - Manon Kenneth MacMillan - La Valse George Balanchine - Le Lac des Cygnes - Odette/Odile / danse espagnol Rudolf Noureev d’après Marius Petipa et Lev Ivanov - Serait-ce la mort? - La Mort Maurice Béjart - Sérénade - Waltz George Balanchine - Suite en Blanc - La Cigarette / La Flûte / Adage / Thème varié Serge Lifar - Tchaikovski - Pas de deux George Balanchine - Trois Gnossiennes Hans Van Manen - Who Cares ? - The man I love George Balanchine |
| CONTEMPORAINE | |
| - Another Place Mats Ek - Appartement - The door Pas de deux Mats Ek - At the Hawk’s Well - Pas de deux Hiroshi Sugimoto - Alessio Sylvestrin - Body and Soul Crystal Pite - Dogs Sleep Marco Goecke - La Maison de Bernarda Alba - La Sœur ainée Mats Ek - Le Boléro Maurice Bejart - Répliques - Pas de deux Nicolas Paul | - Romeo et Juliette - Juliette Sasha Waltz - Sleight of Hand - Pas de deux Sol Leon - Paul Lightfoot - Speak for Yourself - 3ème Pas de deux Sol Leon - Paul Lightfoot - Stepping Stones – Lorraine Jiri Kylian - The Seasons’ Canon - 2ème couple Crystal Pite - The Vertiginous Thrill of Exactitud - Soliste Laura William Forsythe - Trio William Forsythe |

| 2000- 2003 RÉPERTOIRE SOLISTE ET CORPS DE BALLET: BALLET DE SANTIAGO | |
| - Casse-Noisette - Reine de Neige / Sugar Plum Ricardo Bustamante - Coppélia - Swanilda Ronald Hynd - Don Quichotte - Esmeralda Ricardo Bustamante - Giselle - Myrtha / Pas de deux des Vendangeurs Ivan Nagy - Marilyn Burr - In the Night - 3ème pas de deux Jerome Robbins - La Belle au bois dormant - Aurore / Fée Lila Marius Petipa - Le Corsaire - Gulnara/Medora/pas de trois Odalisques Ricardo Bustamante | - L’Histoire de Manon - la Maîtresse de Lescaut Kenneth MacMillan - Le Lac des Cygnes - 4 grand cygnes Yvan Nagy - Marilyn Burr - Le Sacre du printemps - Terre Mère Glen Tetley - Le Songe d’une Nuit d’Eté – Hippolyte / Helena George Balanchine - Sérénade - Waltz / Dance Russe George Balanchine - Thème et Variations - Couple principal / 4 solistes George Balanchine |

| CRÉATIONS AVEC L’OPERA DE PARIS |
| At the Hawk’s Well / Hiroshi Sugimoto - Alessio Sylvestrin Another Place / Mats Ek Blake Works I / William Forsythe Body and Soul / Crystal Pite Caligula / Nicolas Le Riche Célébration / Pierre Lacotte Dogs Sleep / Marco Goecke Hark ! / Emanuel Gat Ich bin… / Susanne Linke La Source / Jean Guillaume Bart Le Rouge et le Noir / Pierre Lacotte Les Enfants du paradis / José Martinez Romeo et Juliette / Sasha Waltz The Seasons’ Canon / Crystal Pite |